# Euxesta minor
Euxesta minor är en tvåvingeart som beskrevs av Cresson 1906. Euxesta minor ingår i släktet Euxesta och familjen fläckflugor.
Artens utbredningsområde är New Mexico. Inga underarter finns listade i Catalogue of Life.